# Природан број
Природни бројеви су сви цели бројеви већи од нуле. тј. ту спада било који број природног низа.
Низ природних бројева је 1, 2, 3, .... Сви чланови низа природних бројева чине скуп природних бројева. Тај скуп означавамо са 
N={1,2,3,4..}, или {\displaystyle \mathbb {N} }. Скуп природних бројева је бесконачан и непребројив. Када скупу природних бројева додамо нулу добијемо проширени скуп који означавамо са N0.
Збир и производ природних бројева је природан број, разлика и количник не морају бити. Кажемо да је природан број m дељив природним бројем n ако је количник m/n природан број, и тада пишемо n|m (чита се: m дели n). Природан број је, на пример:
- паран број {2, 4, 6, ..., 2n, ...} – дељив је са 2;
- непаран број {1, 3, 5, ..., 2n-1, ...} –није дељив са 2;
- прим број {1, 2, 3, 5, 7, 11, 13, 17, 19, ...} – прост број, има бесконачно таквих бројева који су дељиви једино бројем 1 и самим собом;
- савршен број {6, 28, 496, ...?} – Еуклид их је знао четири, ми их знамо двадесетак, бројева n чији збир свих делилаца осим самог n има збир n;
- Мерсенов број {2, 3, 5, ..., 859433, ...?} – прост број облика {\displaystyle 2^{n}-1}, којих данас знамо 46.[1]

## Основе теорије
Данас је у математици питање природних бројева прилично замршено и нејединствено. На сасвим посебан начин природним бројевима приступају интуиционисти, од конструктивиста. Затим постоје и неслагања око избора и обима моћи аксиома бројева, пре свега јер математичка логика има разнолика гледишта на питања скупова, а ови опет, различита гледишта по питању бројева. Међутим, кад се определимо, ако прихватимо да су скупови као математички објекти јединствено одређени, онда Пеанове аксиоме, до на изоморфизам, опредељују природне бројеве.

### Пеанове аксиоме
Аксиоматско одређивање природних бројева нашао је Дедекинд 1888, а затим Ђузепе Пеано 1891. године. Описна, једноставнија верзија Пеанових аксиома је:
1. 1 је природан број,
2. Следбеник ма ког природног броја је природан број.
3. 1 није следбеник ниједног природног броја,
4. Сваки природан број је следбеник највише једног природног броја.
5. Аксиома индукције: Ако скуп S задовољава услове {\displaystyle (i)1\in S,\;(ii)} са сваким чланом садржи и његовог следбеника, онда S садржи све природне бројеве.

### Формализам
Основни појмови Пеанових аксиома су: природан број, број 1, скуп (S). Користећи још и апостроф за следбеник, имамо следећу, Формалну верзију аксиома природних бројева:
{\displaystyle (\forall x)x'\not =1,(\forall x,y)(x'=y'\Rightarrow x=y)}
{\displaystyle (1\in S\wedge (\forall x)(x\in S\Rightarrow x'\in S))\Rightarrow N\subset S}
Уз наведене аксиоме усвајају се следеће дефиниције сабирања и множења:
{\displaystyle x+1=x',\quad x\cdot 1=x,\quad x+y'=(x+y)',\quad x\cdot y'=x\cdot y+x,}
као и следеће:
{\displaystyle 2=1',\;3=2',\;4=3',...,11=10',12=11',13=12',....}
Из наведених дефиниција следе сви резултати познатих таблица сабирања и множења. На пример
Теорема2+2=4
Доказ2+2=2+1'=(2+1)'=(2')'=3'=4.

### Алгебарска структура
Из Пеанових аксиома следи, строже речено, дијаграм структуре {\displaystyle {\mathcal {N}}=(N,+,\cdot )}, тј. целина коју граде скуп N и његове операције сабирања и множења. Та структура задовољава следеће алгебарске законе
комутативност {\displaystyle x+y=y+x,\qquad x\cdot y=y\cdot x,}
асоцијативност {\displaystyle (x+y)+z=x+(y+z),\qquad (x\cdot y)\cdot z=x\cdot (y\cdot z),}
егзистенција јединичног елемента {\displaystyle x\cdot 1=x,}
дистрибутивност {\displaystyle x\cdot (y+z)=x\cdot y+x\cdot z}.
Словима x, y, z су означени било који природни бројеви. То значи да су сабирање и множење природних бројева комутативне и асоцијативне операције, да је 1 јединични елеменат множења и да је множење дистрибутивно према сабирању. Међутим, структура {\displaystyle {\mathcal {N}}} има и неке „недостатке“. Тако, операција сабирања "+" нема обратну операцију, јер међу једначинама по х облика {\displaystyle a+x=b,\;a,b\in N} су дати (природни) бројеви, има и таквих које су немогуће у скупу N.
Таква је, на примери, једначина 1 + x = 1, јер број нула нисмо укључили у природне бројеве.

### Принципи
Уобичајено је у математици прихватање скупа природних бројева N са операцијама плус "+" и пута ".", и релацијама једнакости "=" и поретка, "<" односно "≤", интуитивно јасним. Прихватамо такође да у скупу природних бројева важе следећи принципи.
Принцип доброг уређењаСваки непразан скуп природних бројева има најмањи елеменат.
Принцип математичке индукцијеНека је S подскуп од N који има следећа два својства:
(1) 1 је у S;
(2) ако је број k у скупу S, онда је и број k+1 у скупу S.
Онда је S = N.
Други принцип математичке индукцијеНека је S подскуп од N који има следећа два својства:
(1) 1 је у S;
(2) ако су сви природни бројеви мањи од k+1 у скуу S, онда је и број k+1 у скупу S
Онда је S = N.
Полазећи од Пеанових аксиома може се доказати да су принцип доброг уређења, принцип математичке индукције и други принцип математичке индукције еквивалентна тврђења, тј. ако претпоставимо да важи било који од њих, онда се друга два могу добити као последице. Пети пеанов аксиом је управо овде формулисани принцип математичке индукције.
Архимедов принципЗа свака два природна броја {\displaystyle a,n} постоји природан број {\displaystyle m} такав да је {\displaystyle am>n.}
ОзнакеАко је ai функција целобројне променљиве i, онда је
{\displaystyle \sum _{i=m}^{n}a_{i}=a_{m}+a_{m+1}+...+a_{n},\qquad \prod _{i=m}^{n}a_{i}=a_{m}\cdot a_{m+1}\cdot ...\cdot a_{n},}
где су m и n природни бројеви и m ≤ n.

## Теорија бројева
Теорија бројева бави се углавном проучавањем особина целих бројева, а то се на крају своди на теорију природних бројева. Овде ће бити приказани само главни резултати онога што се у математици назива Увод у теорију бројева, са минимумом доказа који ће сви бити повезани линковима са осталим деловима Википедије. Докази су неопходни математици, али оптерећују текстове другим корисницима Википедије, па су са општих тема „склоњени“ на мање звучна места ради компромиса.

### Дељивост
Операције сабирања и множења су неограничено изводљиве у скупу природних бројева N. Операција одузимања добије исту особину чим пређемо на скуп целих бројева, који су само корак од овог, па остаје проблем дељења. И баш то питање дељивости, тј. изводљивости операције дељења у скупу природних (и целих) бројева је у основи претежног дела теорије бројева.

### Основна теорема аритметике
Основни став аритметике гласи: сваки природан број може се представити у облику производа простих фактора и и такво представљање је јединствено до поретка фактора. Прецизније речено, ради се о теореми 9, у следећем низу:
Теорема 8Ако је n природан број, онда је n производ простих фактора.
Групишући једнаке просте факторе броја n, онда се природан број може представити у облику
{\displaystyle n=\prod _{i=1}^{k}p_{i}^{\alpha _{i}},} где је {\displaystyle p_{1}<p_{2}<...<p_{k},\;\alpha _{i}>0,\;i=1,2,...,k.} Такво представљање називамо канонски облик броја n.
Теорема 9Сваки природан број има јединствен канонски облик.
То је основна теорема аритметике. Постоји много различитих доказа ове теореме и ниједан није тривијалан, јер се на крају ослања на посебности скупа природних бројева у односу, рецимо на његове затворене подскупове. На пример, скуп парних бројева је подскуп скупа свих природних бројева N и такође је затворен на операције сабирања и множења, као и N. Парни бројеви који при дељењу са 4 дају остатак 2, то су бројеви облика 4k+2, називају се парно-прости. Сваки паран број може се представити у облику производа парно-простих бројева. Међутим, разлагање на парно-просте факторе није увек јединствено. Број 360 може се факторисати на парно-просте бројеве на више начина: 2x2x90=2x6x30=2x10=6x6x10.
Теорема 10Нека су бројеви c и n дати у канонском облику
{\displaystyle c=\prod _{i=1}^{k}p_{i}^{\gamma _{i}},\quad n=\prod _{i=1}^{k}p_{i}^{\beta _{i}}.}
Тада је c|n ако и само ако је {\displaystyle 0\leq \gamma _{i}\leq \beta _{i},} за i = 1, 2, ..., k.

### Бројевни системи
Декадни систем бројева је један од најчешћих у општој употреби; има базу 10 и користи 10 цифара: 0,1,2,...,9. Други по учесталости употребе данас је бинарни систем бројева, основе 2, чије су једине цифре 0 и 1. Полазна теорема за градњу било којег таквог система бројева је следећа:
Теорема 11Сваки природан број {\displaystyle m\,} може се на јединствен начин представити у облику
{\displaystyle m=a_{n}b^{n}+a_{n-1}b^{n-1}+...+a_{0},\,}
где је природан број {\displaystyle b>1,\;0<a<b,\;0\leq a_{i}<b,\;i=0,1,...,n-1.}
Базу бројевног система не пишемо када се подразумева. То је обично база 10 (декадни систем бројева), а ређе 2 (бинарни систем бројева). Систем бројева базе 16, хексадецимални систем бројева, за последње цифре 10 - 15, користи слова ABCDEF.
Примери{\displaystyle 110101_{2}=1\cdot 2^{5}+1\cdot 2^{4}+0\cdot 2^{3}+1\cdot 2^{2}+0\cdot 2+1=53_{10},\,}
{\displaystyle 5197_{10}=5\cdot 10^{3}+1\cdot 10^{2}+9\cdot 10+7,}
{\displaystyle 263_{7}=2\cdot 7^{2}+6\cdot 7+3=143,}
{\displaystyle 4375_{60}=4\cdot 60^{3}+3\cdot 60^{2}+7\cdot 60+5=875225,}
{\displaystyle baba_{12}=11\cdot 12^{3}+10\cdot 12^{2}+11\cdot 12+10=20590,}
{\displaystyle 1DCA9_{16}=1\cdot 16^{4}+15\cdot 16^{3}+14\cdot 16^{2}+11\cdot 16+9=130745}